# Відпустка (фільм)
«Відпустка» — короткометражний комедійний фільм 1914 року за участі Чарлі Чапліна.

## Сюжет
Бродяга Чарлі прогулюється по парку і вирішує позалицятися до жінки. Невдовзі з'являється її колишній залицяльник-моряк. Починається бійка за участю поліцейських, всі учасники якої врешті-решт опиняються в річці.

## У ролях
- Чарльз Чаплін — бродяга
- Чарльз Беннетт — моряк на лаві в парку